# Gosforth House
Gosforth House, ahora conocida como Brandling House, es un edificio catalogado de grado II construido como una mansión y que ahora sirve como hospitalidad y centro de conferencias en el hipódromo de Gosforth Park, Newcastle upon Tyne, Inglaterra.

## Historia
La propiedad de Gosforth Park, de unos 2000 acres (8,1 km²) fue propiedad de alrededor de 1509 por la familia Brandling . La casa fue construida entre 1755 y 1764 para Charles Brandling con un diseño del arquitecto James Paine. Brandling también diseñó el parque y un  lago de 50 acres (202 343 m²).
Charles John Brandling sufrió problemas financieros como resultado de lo cual la finca se vendió, en 1852, a Thomas Smith. En 1880, la casa se vendió con 807 acres (3,3 km²) a High Gosforth Park Ltd, una empresa formada para establecer un hipódromo en la propiedad. Un incendio provocado por sufragistas en 1914 destruyó el interior de la propiedad. La restauración de la casa tuvo lugar en 1921.